# 라잔키
라잔키(벨라루스어: лазанкі). 와잔키(폴란드어: łazanki) 또는 스크릴랴이(리투아니아어: skryliai)는 폴란드, 벨라루스와 리투아니아의 음식이다.

## 역사
지그문트 1세와 결혼한 보나 스포르차를 통해, 16세기 중반에 폴란드-리투아니아 연방에 라사냐를 비롯한 이탈리아 음식이 소개되었다. 벨라루스어/폴란드어 "라잔키(лазанкі)/와잔키(łazanki)"는 이탈리아어 "라사냐(lasagna)"의 축소형 낱말로, 이 음식은 크기를 줄인 라사냐와 닮았다.